# Санта-Круш (Лагоа)
Санта-Круш (порт. Santa Cruz) — район (фрегезия) в Португалии, входит в округ Азорские острова. Расположен на острове Сан-Мигел. Является составной частью муниципалитета Лагоа. Население составляет 3501 человек на 2001 год. Занимает площадь 14,26 км².